# Choerophryne arndtorum
Choerophryne arndtorum är en groddjursart som beskrevs av Günther 2008. Choerophryne arndtorum ingår i släktet Choerophryne och familjen Microhylidae. Inga underarter finns listade i Catalogue of Life.